# Palpares trichogaster
Palpares trichogaster är en insektsart som beskrevs av Navás 1913. Palpares trichogaster ingår i släktet Palpares och familjen myrlejonsländor. Inga underarter finns listade i Catalogue of Life.